# Patinação de velocidade nos Jogos Olímpicos de Inverno de 2018 - 500 m feminino

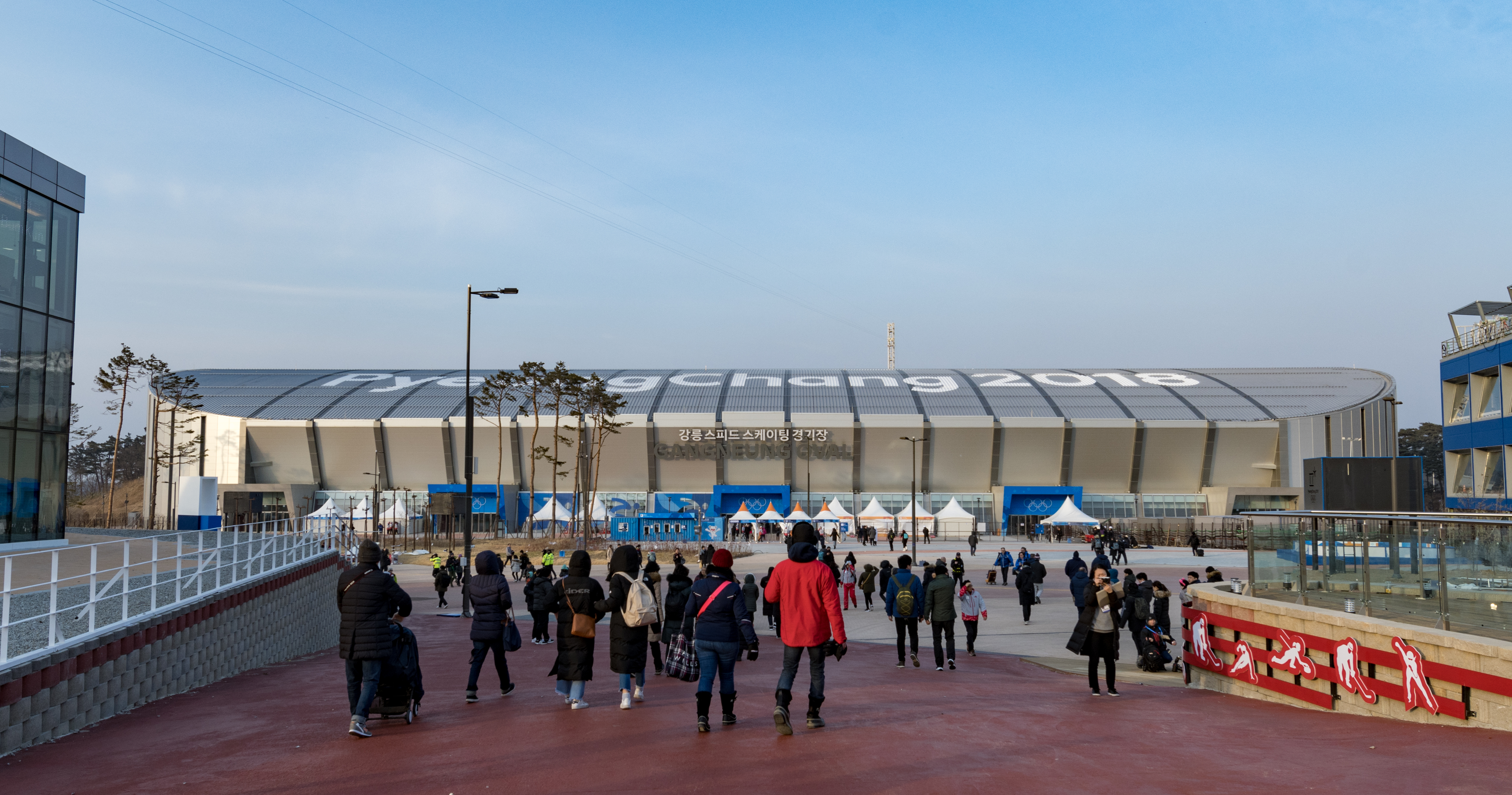
Gangneung Oval durante os Jogos Olímpicos de Inverno de 2018

A prova de 500 m feminino da patinação de velocidade nos Jogos Olímpicos de Inverno de 2018 foi disputada no Gangneung Oval, localizado na subsede de Gangneung, em 18 de fevereiro.

## Medalhistas
| Ouro   | JPN Nao Kodaira       |
| Prata  | KOR Lee Sang-hwa      |
| Bronze | CZE Karolína Erbanová |

## Recordes
Antes desta competição, os recordes mundiais e olímpicos da prova eram os seguintes:
| Tipo | Atleta       | Tempo   | Local          | Data                    |
| ---- | ------------ | ------- | -------------- | ----------------------- |
|      | Lee Sang-hwa | 36.36 s | Salt Lake City | 16 de novembro de 2013  |
|      | Lee Sang-hwa | 37.28 s | Sóchi          | 11 de fevereiro de 2014 |

Os seguintes recordes mundiais e/ou olímpicos foram estabelecidos durante esta competição:
| Tipo           | Atleta      | Tempo   | Local       | Data                    | Ref   |
| -------------- | ----------- | ------- | ----------- | ----------------------- | ----- |
| (nível do mar) | Nao Kodaira | 36.94 s | PyeongChang | 18 de fevereiro de 2018 | [ 2 ] |

## Resultados
| Pos. | Par | Raia | Atleta                   | Tempo  | Diferença | Notas                               |
| ---- | --- | ---- | ------------------------ | ------ | --------- | ----------------------------------- |
| 01 ! | 14  | I    | JPN Nao Kodaira          | 36.94  | —         | Recorde olímpico · Recorde de pista |
| 02 ! | 15  | O    | KOR Lee Sang-hwa         | 37.33  | +0.39     |                                     |
| 03 ! | 14  | O    | CZE Karolína Erbanová    | 37.34  | +0.40     |                                     |
| 4    | 16  | I    | AUT Vanessa Herzog       | 37.51  | +0.57     |                                     |
| 5    | 11  | O    | USA Brittany Bowe        | 37.530 | +0.59     |                                     |
| 6    | 4   | I    | NED Jorien ter Mors      | 37.539 | +0.59     |                                     |
| 7    | 16  | O    | OAR Angelina Golikova    | 37.62  | +0.68     |                                     |
| 8    | 15  | I    | JPN Arisa Go             | 37.67  | +0.73     |                                     |
| 9    | 13  | I    | CHN Yu Jing              | 37.81  | +0.87     |                                     |
| 10   | 13  | O    | CAN Marsha Hudey         | 37.88  | +0.94     |                                     |
| 11   | 9   | O    | USA Heather Bergsma      | 38.13  | +1.19     |                                     |
| 12   | 10  | O    | KOR Kim Hyun-yung        | 38.251 | +1.31     |                                     |
| 13   | 11  | I    | JPN Erina Kamiya         | 38.255 | +1.31     |                                     |
| 14   | 12  | O    | CAN Heather McLean       | 38.29  | +1.35     |                                     |
| 15   | 8   | I    | CHN Zhang Hong           | 38.39  | +1.45     |                                     |
| 16   | 10  | I    | GER Judith Dannhauer     | 38.534 | +1.59     |                                     |
| 16   | 9   | I    | KOR Kim Min-sun          | 38.534 | +1.59     |                                     |
| 18   | 12  | I    | NOR Hege Bøkko           | 38.538 | +1.59     |                                     |
| 19   | 1   | I    | NED Anice Das            | 38.75  | +1.81     |                                     |
| 20   | 5   | O    | CHN Tian Ruining         | 38.86  | +1.92     |                                     |
| 21   | 8   | O    | KAZ Yekaterina Aydova    | 38.96  | +2.02     |                                     |
| 22   | 6   | O    | TPE Huang Yu-ting        | 38.98  | +2.04     |                                     |
| 23   | 3   | I    | NED Lotte van Beek       | 39.18  | +2.24     |                                     |
| 24   | 2   | O    | USA Erin Jackson         | 39.20  | +2.26     |                                     |
| 25   | 4   | O    | POL Kaja Ziomek          | 39.26  | +2.32     |                                     |
| 26   | 7   | I    | ITA Yvonne Daldossi      | 39.28  | +2.34     |                                     |
| 27   | 2   | I    | NOR Ida Njåtun           | 39.33  | +2.39     |                                     |
| 28   | 7   | O    | FIN Elina Risku          | 39.36  | +2.42     |                                     |
| 29   | 6   | I    | ITA Francesca Bettrone   | 39.52  | +2.58     |                                     |
| 30   | 5   | I    | BLR Kseniya Sadouskaya   | 39.64  | +2.70     |                                     |
| 31   | 3   | O    | ROU Alexandra Ianculescu | 40.70  | +3.76     |                                     |

Legenda
| Recorde mundial      | Recorde mundial (World record)               |                       | Recorde africano                      | Recorde africano (African) |                                           | Q | Classificado por posição (Qualified) |
| Recorde olímpico     | Recorde olímpico (Olympic record)            | Recorde da América    | Recorde da América (Americas)         | q                          | Classificado por melhor tempo (Qualified) |   |                                      |
| Melhor marca do ano  | Melhor marca do ano (World leading)          | Recorde asiático      | Recorde asiático (Asian)              | DNS                        | Não largou (Did not start)                |   |                                      |
| Recorde nacional     | Recorde nacional (National record)           | Recorde europeu       | Recorde europeu (European)            | DNF                        | Não terminou (Did not finish)             |   |                                      |
| Recorde pessoal      | Recorde pessoal do atleta (Personal best)    | Recorde da Oceania    | Recorde da Oceania (Oceania)          | DSQ / DQ                   | Desclassificado (Disqualified)            |   |                                      |
| Recorde da temporada | Recorde da temporada do atleta (Season best) | Recorde sul-americano | Recorde sul-americano (South America) | NM                         | Sem marca (No mark)                       |   |                                      |

### Patinação de velocidade
| Recorde de pista | Recorde da pista (Track record)               |  |  |
| QA               | Classificado para a final A                   |  |  |
| QB               | Classificado para a final B                   |  |  |
| ADV              | Classificado após decisão arbitral (Advanced) |  |  |
| PEN              | Pênalti                                       |  |  |
| YC               | Cartão amarelo (Yellow Card)                  |  |  |